# Gest
| Gest |
| --- |
| En gest av typen "tummen upp". - Betydelse – kommunikation via position och rörelser av kroppsdelar - Användning – istället för ord eller som komplettering - Användningsområden – vardaglig kommunikation, teckenspråk, domargester i idrott - Exempel – nickande eller ruskande på huvudet (ja eller nej), pekande med fingrar, axelryckning |

Gester (uttal: [∫es´t]) är ett icke-verbalt kommunikationsmedel, en sorts kroppsspråk där kroppsdelars positioner och rörelser kan användas för att överföra ett budskap. Gester och kroppsspråk används ofta i kombination med tal, för att förstärka och förtydliga det verbala budskapet. Händer eller armar är oftast inblandade när mänskliga gester utförs.

## Funktion och användning
Gester är viktiga betydelsebärare i den vanliga mänskliga ansikte-mot-ansikte-kommunikationen. Där uttrycker gesterna känslor och attityder, och de kan både ge kommunikationen struktur och ordning (en uppräckt hand visar en önskan att ta över ordet i ett större samtal). Gesten kan även ge saklig information om identiteten hos den som kommunicerar.
En gest i det dagliga språket kan vara enkel och ospecifik, när den används som komplettering till talspråk för att förstärka eller förtydliga. Det också många gester som är allmänt vedertagna och har en egen betydelse, utan koppling till talade ord.
Innebörden av en gest kan skilja sig åt, beroende på i vilken kultur, geografisk region, sociala miljö eller yrkesbransch den utförs. Gester kan ibland vara primära budbärare och kommunikationsmedel, som en sorts visuella tecken. Detta inkluderar de standardiserade gesterna i olika teckenspråk (hos döva, amerikanska präriefolk eller trappistmunkar) och domargester i idrottssammanhang. Gester är även vanliga i religiösa ceremonier och under genomförandet av dans.
Förenklade teckenspråk med ett fåtal tydliga gester är vanliga inom det militära, när meddelanden skall förmedlas utan att det ska höras av fienden. Handtecken används också i bullriga miljöer, där talat språk är svårt att höra – som på flygplatser. Gester används också i mer lättsamma sammanhang, såsom vid pantomim och när man leker charader.

## Typer
Man kan dela in gester i slag eller typer, bland annat genom den innebörd som en viss gest motsvarar. Nedan listas tre olika perspektiv:
- Symboliska gester överför ett budskap genom en social konvention (exempel: att förneka ett förhållande genom att ruska på huvudet).
- Ikoniska gester fungerar genom sin likhet med budskapet (exempel: att sträcka ut armarna för att förtydliga något stort eller långt).
- Indexala gester förmedlar sitt budskap genom att de utföras nära (i tid eller rum) det som åsyftas (exempel: när man pekar på något). Alternativt kan de vara del av ett skeende eller händelse (exempel: när man rycker till av smärta eller rodnar till följd av blygsel över det inträffade).

## Etymologi
Det svenska ordet gest kommer, via tyskan, från franskans geste. Det härrör från verbet gerere, 'bära' eller 'föra'. Ett besläktat ord är gestikulera, vilket syftar på att utföra (livliga) gester.